# The Painted Lady Betty
The Painted Lady Betty è un cortometraggio muto del 1915 diretto da Frank Wilson.

## Trama
Un uomo si innamora di una bella visitatrice londinese, ma poi torna dalla sua ragazza.

## Produzione
Il film fu prodotto dalla Hepworth.

## Distribuzione
Distribuito dalla Hepworth, il film - un cortometraggio di un rullo - uscì nelle sale cinematografiche britanniche nel gennaio 1915.
Fu distrutto nel 1924 dallo stesso produttore, Cecil M. Hepworth. Fallito, in gravissime difficoltà finanziarie, Hepworth pensò in questo modo di poter almeno recuperare il nitrato d'argento della pellicola.